# Comarca de Braga
A comarca de Braga é uma comarca integrada na divisão judiciária de Portugal. Tem sede em Braga.
A comarca abrange uma área de 2 673 km² e tem como população residente 848 185 habitantes (2011).
Integram a comarca de Braga os seguintes municípios:
- Braga
- Amares‎
- Barcelos‎
- Cabeceiras de Basto‎
- Celorico de Basto‎
- Esposende‎
- Fafe‎
- Guimarães‎
- Póvoa de Lanhoso‎
- Terras de Bouro‎
- Vieira do Minho‎
- Vila Nova de Famalicão‎
- Vila Verde‎
- Vizela

A comarca de Braga integra a área de jurisdição do Tribunal da Relação de Guimarães.